# Cheryl Maas
Cheryl Maas (Uden, 28 september 1984) is een Nederlandse snowboardster.

## Biografie
Maas werd in 1984 geboren in Uden. Ze begon met snowboarden in 1993 en is gespecialiseerd in de halfpipe.

### Olympische Spelen 2006
Eind 2005 kwalificeerde Maas zich op het onderdeel halfpipe voor de Olympische Winterspelen 2006 in Turijn. In het Canadese Whistler Mountain voldeed ze aan de eisen van NOC*NSF door veertiende te worden op de geschoonde lijst. Een plaats bij de eerste vijftien was noodzakelijk om zich te kwalificeren, nadat ze in Saas-Fee eerder dat jaar tiende was geworden en een halve nominatie op zak had. De prestatie van Maas is opmerkelijk te noemen, aangezien 2005 pas het eerste jaar was dat ze aan wereldbekerwedstrijden meedeed. Haar doel was om deel te nemen aan de Olympische Spelen en zij zou zich naar eigen zeggen na de Spelen niet meer met het wereldbekercircuit bezighouden.
Op 20 januari 2006 liet Maas zien in de aanloop naar de Spelen in vorm te zijn. Ze eindigde in Laax tijdens de Burton European Open bij de eerste zes, nadat ze zich eerst door de kwalificaties had moeten werken.
Tijdens de Olympische Spelen kwalificeerde ze zich overtuigend achter de drie heersende Amerikaanse concurrentes als vierde voor de finale. In die finale ging ze in beide runs bij haar eerste sprong in de fout door met haar board te landen op de bovenkant van de halfpipe. Dit had als gevolg dat Maas uiteindelijk als elfde eindigde. Maas besloot toen niet langer aan halfpipe wedstrijden mee te doen, maar zich weer te concentreren op haar promofilms.

### Olympische Spelen 2014
Op de WSF wereldkampioenschappen snowboarden 2012 in Oslo eindigde Maas als vierde op het onderdeel slopestyle waarna ze zich richtte op dit onderdeel en de kwalificatie voor de Olympische Winterspelen 2014 in Sotsji, waar slopestyle debuteerde op de Olympische Winterspelen. Bij de eerste wereldbekerwedstrijd van het nieuwe seizoen in 2013 in Cardrona behaalde ze een derde plaats, waarmee ze voldeed aan de kwalificatie-eisen van het NOC*NSF. Nadat ze zich geplaatst had sprak de met haar Noorse oud-collega Stine Brun Kjeldaas getrouwde Maas zich uit tegen de beslissing van het IOC om de Olympische Spelen in het homo-onvriendelijke Rusland te houden. Maas was de eerste Nederlandse atlete die al voor de openingsceremonie in actie kwam, op het onderdeel slopestyle.

### Overig
In 2004 speelde Maas mee in de snowboardfilm Dropstitch.

## Resultaten

### Olympische Winterspelen
| Jaar | Plaats      | Resultaten     |
| ---- | ----------- | -------------- |
| 2006 | Turijn      | 11e Halfpipe   |
| 2014 | Sotsji      | 20e Slopestyle |
| 2018 | Pyeongchang | 23e Slopestyle |
| 2018 | Pyeongchang | Big air        |

### Wereldkampioenschappen
| WSF  | WSF    | WSF           |
| Jaar | Plaats | Resultaten    |
| ---- | ------ | ------------- |
| 2012 | Oslo   | 4e Slopestyle |

### Wereldbeker

#### Eindklasseringen
| Seizoen   | Algm | HP  |
| --------- | ---- | --- |
| 2005/2006 | 96e  | 37e |